# 施瓦茨科格爾山 (格拉納特山脈)

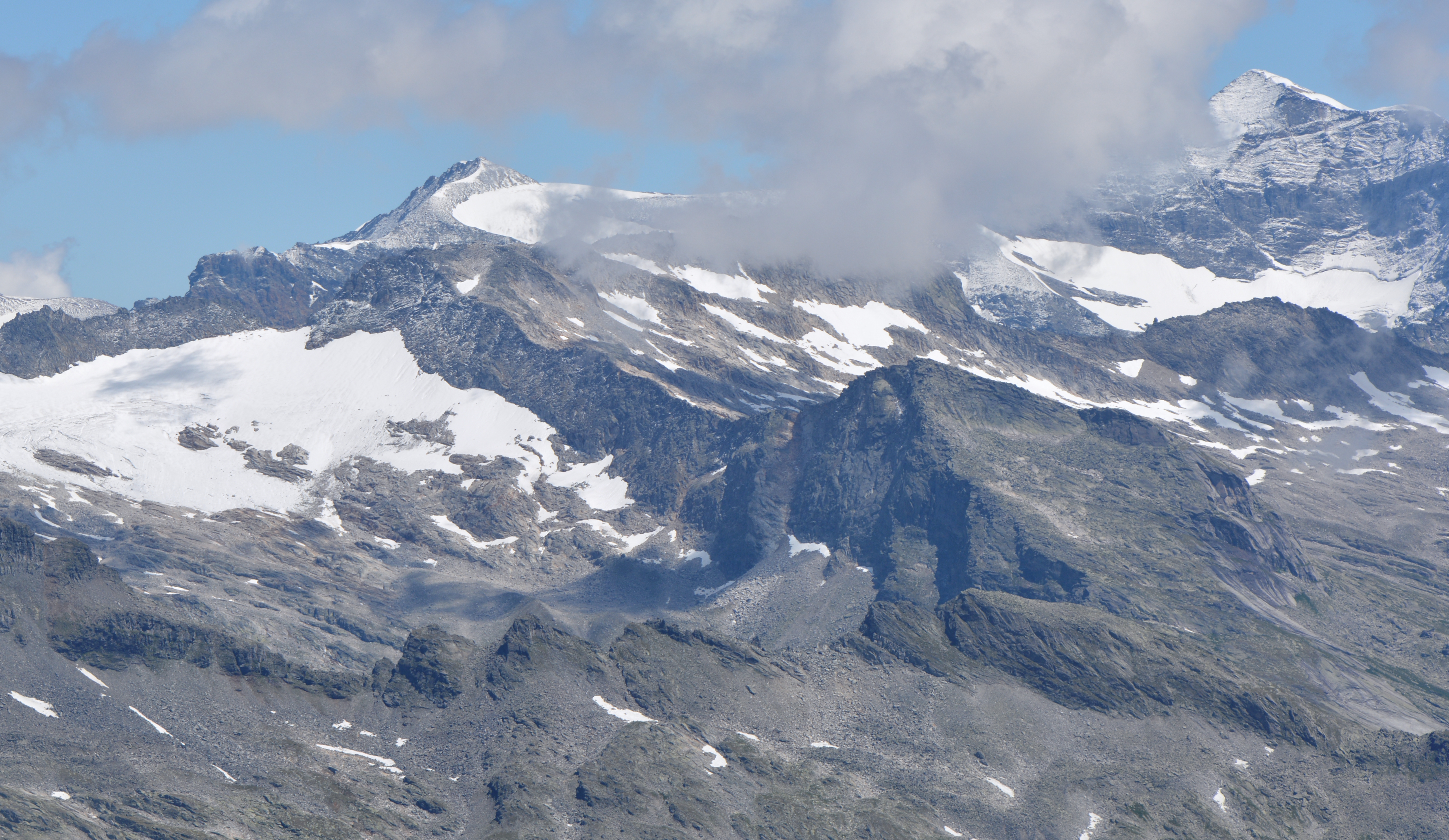

47°6′35″N 12°34′55″E / 47.10972°N 12.58194°E
施瓦茨科格爾山（德語：Schwarzkogel），是奧地利的山峰，位於該國西部，由蒂羅爾州負責管轄，屬於格拉納特山脈的一部分，海拔高度2,866米，每年平均降雨量2,073毫米，人類在1927年首次登頂。